# Sculptolumina
Sculptolumina is een geslacht van korstmossen behorend tot de familie Caliciaceae. De typesoort is Sculptolumina japonica.

## Soorten
Volgens Index Fungorum telt het geslacht zes soorten (peildatum december 2022):
| Soortnaam                 | Auteur(s)                                 | Publicatiejaar |
| ------------------------- | ----------------------------------------- | -------------- |
| Sculptolumina conradiae   | H. Mayrhofer, Giralt, van den Boom & Elix | 2014           |
| Sculptolumina coreana     | D. Liu, S.Y. Kondr. & Hur                 | 2019           |
| Sculptolumina japonica    | (Tuck.) Marbach                           | 2000           |
| Sculptolumina ramboldii   | Elix & H. Mayrhofer                       | 2018           |
| Sculptolumina serotina    | (Malme) Marbach                           | 2000           |
| Sculptolumina yunnanensis | Watanuki & H. Harada                      | 2019           |